# Reactor
Reactor — метал-колектив із Вінниці, створений у 1988 році.

## Історія
Колектив створений в 1988 році. Перший склад сформували В. Зорін (гітара), В. Ковтанюк (барабани, вокал), О. Коваленко (гітара) і А. Гальчук (бас). Стилістично, в демо «Midnight», гурт розпочав з трешу. У наступному році відбулися зміни складу. До В'ячеслава Зоріна долучилися басист Микола Химочка і ударник Броніслав Месоножник. Утім, цей склад проіснував недовго, незабаром Химочка, котрого змінив Сергій Микитин, покинув групу, також долучився вокаліст Олександр Головченко.
У 1992 році колектив залишив Месоножник котрого змінив Сергій «Немир» Немировський. Влітку трагічно гине Головченко. Незабаром новим вокалістом стає Сергій Саінчук. Reactor активно виступає у Вінниці та періодично гастролює в інших містах. 30 вересня 1994 року бенд відіграє на першому фестивалі «Terroraiser» разом з Infected та іншими. Незабаром колектив бере участь у різних фестивалях на кшталт «Червоної Рути» і «Перлини сезону».
1996 року гурт у студії «Апріс» розпочав запис свого дебютного повноформатника «Industry», котрий було завершено влітку 2000-го. Кінець 1999 року ознаменувався для «реакторів» 10 грудня участю в концерті в ДК «Зоря» за участю всіх, більш-менш значущих вінницьких колективів. На початку 2000-го Reactor і Terroraiser Productions укладають договір про співпрацю, результатом чого є вихід трьох касет групи, котрий охопив увесь попередній період творчості, за винятком демо «Thrashing Night».

### Індастріал період
Наприкінці 2000 року відбулася чергова зміна у складі: місце за барабанною установкою обійняв Руслан Дворницький. Утрьох, без вокаліста Саїнчука, колектив відіграв на сьомому фесті Terroraiser 24 травня 2001 року. Разом з Саїнчуком 4 серпня група відіграє на фестивалі «Metal Heads Mission» в Євпаторії, а 31 жовтня на черговому фесті Terroraiser. Після цього гурт покидають Саїнчук та Дворницький.
Улітку 2002 року гурт виступає на відродженому фестивалі «Тарас Бульба». Після виступів у середині 2003-го на лейблі CD-Maximum з'являється черговий диск «Critical Mass» котрий певною мірою тяжів до індастріалу. Того ж року відіграно кілька концертів з презентації альбому: 16 березня у Франківську, 6 червня у Вінниці, 24 серпня на фестивалі в Меджибожі і 19 жовтня у Львові на фестивалі «Рокотека».
2004 року в Reactor Studio колектив приступив до запису нового альбому «Updaterror» котрий з'явився на Nocturnus Records 2005-го та стилістично продовжив попередню працю. Платівку було презентовано у Вінниці на черговому фесті Terroraiser де група відіграла в компанії з Datura і чеським Smashed Face.
У 2006 році Reactor підписують контракт з польським лейблом Mad Lion. У тому ж році перевидано «Updaterror». У 2008—2009 видано «Plastic Eve», 2012-му «Empty Shell». З 2020 року група повернулася до death-metal у новому складі.

## Постійний склад
- В'ячеслав Зорін — гітара
- Олександр Свірідюк-бас
- Ясінський Руслан-вокал

## Колишні учасники
- В. Ковтанюк — ударні, вокал
- Олекса Коваленко — гітара (1988—1989)
- Андрій Гальчук — бас (1988—1989)
- Олександр Головченко — вокал (R.I.P)
- Броніслав «Броня» Месоножник — ударні (1989—1992)
- Микола Хімочка — бас (1989—1990)
- Сергій «Немир» Немировський — ударні (1992—2000)
- Сергій Саїнчук — вокал (1993—2001)
- Сергій Микитин — бас (1990—1993)
- Олексій Ларцин бас

## Дискографія

### Спліти, демо, компіляції
- Midnight (демо, 1989)
- Hellish power (демо,1991)
- Killed and cremated (демо,1992)
- Liers Religion (демо,1993)
- Modern Breathe (демо, 1996)
- Omega Project (сингл, 2011)
- Noizhunter (компіляція, 2012)
- Out Of Control (сингл, 2013)
- End Of Promises (сингл, 2015)

### Альбоми
- Industry (2000)
- Critical mass (2003)
- Updaterror (2005)
- Plastic Eve (2009)
- Handmade Universe (2011)
- Empty Shell (2012)
- Aliens Corp. Security (2012)
- +Unknown- (2013)
- The Funnel (2015)
- www.youtube.com/@reactorband6095